# 釘宮慎治
釘宮 慎治（くぎみや しんじ）は、日本の撮影技師である。日本映画学校（現・日本映画大学）卒業。

## 主な作品

### 映画作品
- 「ガメラ 大怪獣空中決戦」（1995年）撮影助手
- 「ガメラ2 レギオン襲来」（1996年）撮影助手
- 「ガメラ3　邪神覚醒」（1999年）撮影助手
- 「蟬しぐれ」（2005年）
- 「MEATBALL MACHINE」（2006年）
- 「ベルナのしっぽ」（2006年）
- 「無花果の顔」（2006年）
- 「歌謡曲だよ、人生は」（2007年）
- 「子猫の涙」（2008年）
- 「哀憑歌 〜CHI-MANAKO〜」（2008年）兼原案
- 「哀憑歌 〜GUN-KYU〜」（2008年）
- 「哀憑歌 〜NU-MERI〜」（2008年）
- 「Baby's Breath 〜ママになろうよ〜」（2008年）
- 「GOTH」（2008年）
- 「罪とか罰とか」（2009年）
- 「真幸くあらば」（2010年）
- 「彼岸島」（2010年）
- 「酔いがさめたら、うちに帰ろう。」（2010年）
- 「ばかもの」（2010年）
- 「ポールダンシングボーイ☆ず」（2011年）
- 「メサイア」（2011年）
- 「忍道 -SHINOBIDO-」（2012年）
- 「LOVE まさお君が行く!」（2012年）
- 「たとえば檸檬」（2012年）
- 「百年の時計」（2013年）
- 「生贄のジレンマ」（2013年）
- 「んで、全部、海さ流した。」（2013年）
- 「ハダカの美奈子」（2013年）
- 「東京に来たばかり」（2013年）
- 「TAP 完全なる飼育」（2013年）
- 「さまよう小指」（2014年）
- 「少女は異世界で戦った」（2014年）
- 「メイクルーム」（2015年）
- 「スキャナー 記憶のカケラをよむ男」（2016年）
- 「リンキング・ラブ」（2017年）